# یاژوینا
یاژوینا (به لاتین: Jaźwina) یک روستا در لهستان است که در گمینا واگیونگکی واقع شده‌است. یاژوینا ۷۰۰ نفر جمعیت دارد.